# Ден Маккі
Деніел Джеймс Маккі (англ. Daniel James McKee; нар. 16 червня 1951) — американський політик і бізнесмен, 76-й губернатор Род-Айленда з березня 2021 року. Член Демократичної партії, він також обіймав посаду 69-го віце-губернатора Род-Айленда з 2015 по 2021 рік.
Народився в Камберленді, штат Род-Айленд, Маккі отримав ступінь бакалавра в Успенському коледжі та отримав ступінь магістра в Гарвардській школі Кеннеді. Він служив у міській раді Камберленда з 1992 по 1998 рік і двічі був мером Камберленда, з 2000 по 2004 рік і з 2006 по 2014 рік. Маккі був обраний віце-губернатором у 2014 році. Коли губернатор Джина Раймондо пішла у відставку після затвердження на посаді міністра торгівлі Сполучених Штатів у 2021 році Маккі піднявся на посаду губернатора. Він був обраний на повний термін у 2022 році.